# Vinohrady (Prága)

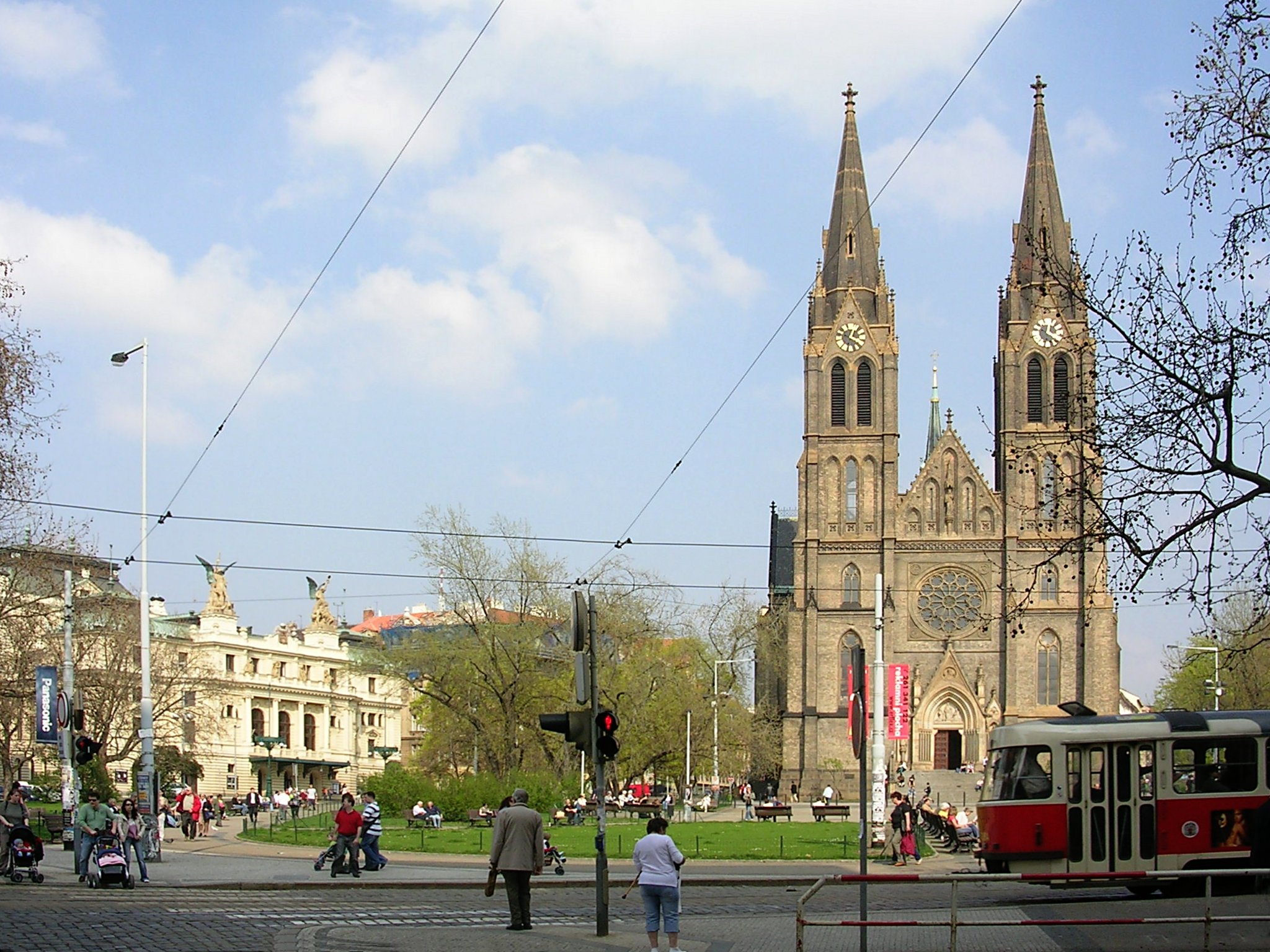
A Náměstí Míru, jobbra a Szent Ludmilla-templom, balra a Vinohrady Színház épülete

Vinohrady Prága városrésze az Újvárostól keletre. Közigazgatásilag nem alkot önálló egységet.

## A név eredete
Neve magyarul szőlőskerteket jelent, utalásként a terület egykori hasznosítási módjára.

## Története
A 14. században szőlőskertek borították a területet. Mielőtt 1922-ben Prága közigazgatási területéhez csatolták, Královské Vinohrady (magyarul Királyi Szőlőskertek) volt a település neve. 1922-ben 90 000 lakosa volt. Mivel polgári lakosságú városrész volt, ezért a kommunista érában területét szétdarabolták több prágai közigazgatási egység között, de a lakosság továbbra is a Vinohrady elnevezést használta a terület megnevezésére.[forrás?]

## Látnivalók

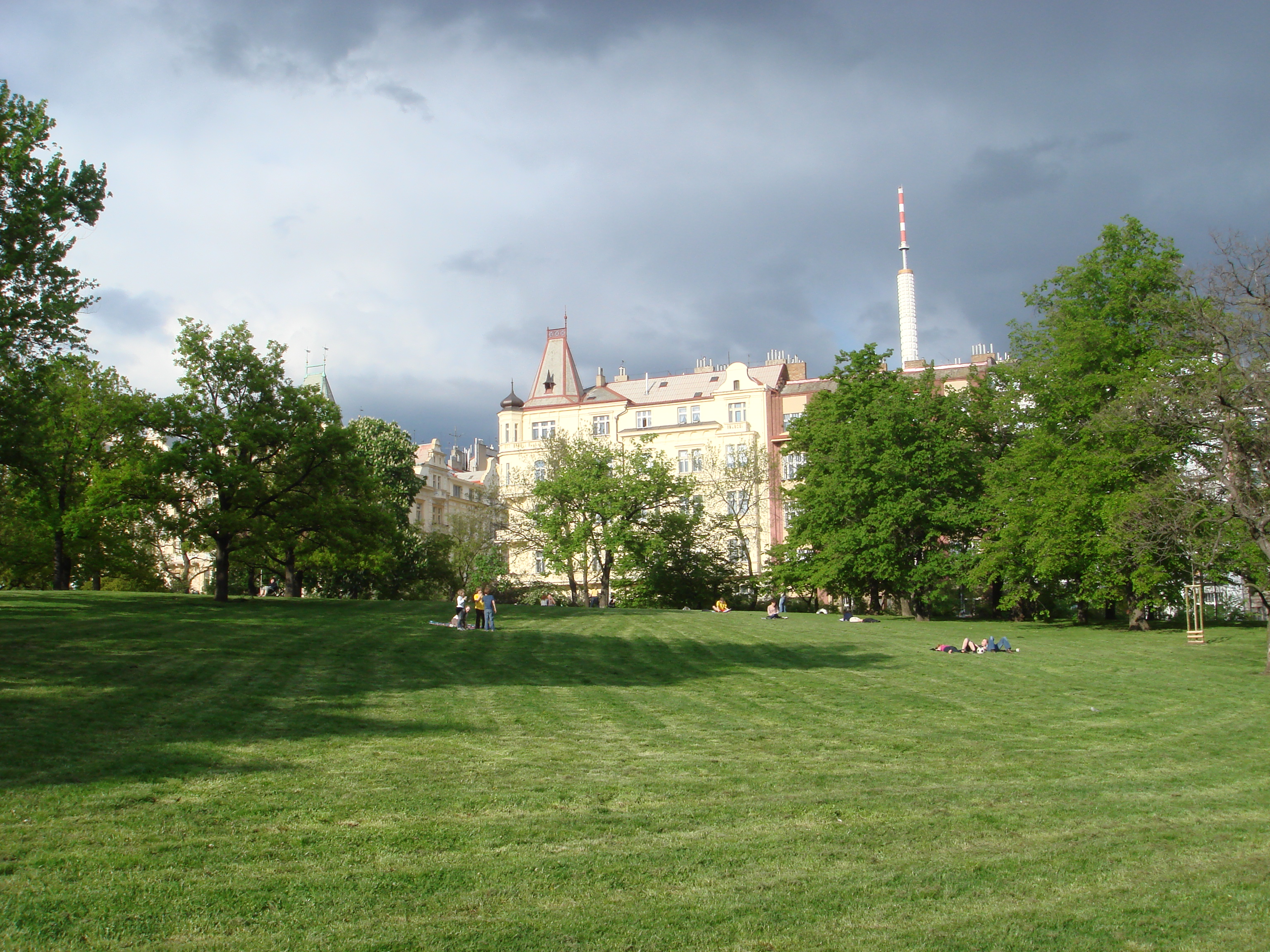
A Riegrovy sady

- A Náměstí Míru (magyarul: Béke tér) a városrész központja, itt található a Szent Ludmilla-templom, a Vinohrady Színház, Praha 2 városrész hivatala és Prága Katolikus Érseki Gimnáziuma is.
- Az 1904 és 1908 között kialakított Riegrovy sady nevű városi park.
- A Havlíčkovy Sady nevű park.

## Lakosság
A városrész népességének változása:
| Lakosok száma | 5610 | 14 831 | 52 504 | 77 120 | 94 927 | 103 082 | 77 810 | 65 752 | 50 350 | 48 805 |
|               | 1869 | 1880   | 1900   | 1910   | 1950   | 1961    | 1980   | 1991   | 2011   | 2021   |

1. ↑  Cseh Statisztikai Hivatal: https://www.czso.cz/csu/czso/vysledky-scitani-2021-otevrena-data (cseh nyelven). (Hozzáférés: 2022. november 1.)